# Sansibia flava
Sansibia flava is een zachte koraalsoort uit de familie Xeniidae. De koraalsoort komt uit het geslacht Sansibia. Sansibia flava werd in 1899 voor het eerst wetenschappelijk beschreven door May. 